# Велика Русь
Велика Русь — термін, що характеризується розмитістю визначення та багатозначністю. У різні часи застосовувався для позначення
- Великоросія. В книзі І. А. Худякова «Великорусскія сказки», яка пройшла цензуру і була видана в Москві в 1860 році, автор під великоруськими територіями наводить Тобольськ[1], Казань[1], Москву[1], і с. Жолчин[1] Рязанської губернії і уїзду.
- як історико-правнича дефініція у титулах російських царів
- як головний елемент офіційної імперської доктрини «трьох руських народностей», базова складова тріади — Велика Русь, Мала Русь та Біла Русь.

У XIV—XVII століттях використовується в окремих іноземних джерелах для визначення земель новгородської та псковської республік та московського великого князівства на противагу Малій Русі — себто воєводствам київському, волинському, чернігівському та подільскому, белзькому та руському (власне галичина та холмщина), також разом з попереднім і щодо православних у великому князівстві литовському.
У сучасній науці термін Велика Русь практично не використовується.

## Історія
Територіальний і географічний зміст терміна спочатку не був точно визначений. Вперше словосполучення «Велика Русь» згадується в XII столітті, але прикметник «Великий» був лише епітетом, що відображає розміри і велич країни. Географічне значення він набув пізніше, у період феодальної роздробленості і монголо-татарського нашестя, коли з поділом Київської митрополії в XIV столітті виникає церковне поняття «Мала Русь», що спочатку включає в себе 6 єпархій Галицько-Волинського князівства. Великою Руссю стали називати інші 12 єпархій, включаючи і Київ. З кінця XVI століття термін Мала Русь позначає вже всю Південно-Східну Русь, перш за все області навколо Києва. У XV—XVII століттях «Великая Русь» перемежовується так само з «Білою Руссю» — обидва ці поняття позначають Московську Русь. З середини XVII століття уявлення про Росію, що складається з Великої, Малої і Білої Русі, остаточно закріплюється, що знаходить відображення не тільки в титулі государя, але і в офіційній загальноросійській ідеї.

## Виникнення терміна
Слово «Велика Росія» (ή Μεγάλη Ρωσία) вперше з'являється офіційно в переліку митрополій, які перебували під юрисдикцією Константинопольського патріарха складеному наприкінці XII століття за імператора Ісаака II Ангела. Удільна роздробленість, постійні набіги татар і загальна політична нестабільність змусили в 1300 році Київського митрополита Максима покинути свою резиденцію в Києві і переїхати в Володимир-на-Клязьмі. Таким чином Київ, який займав раніше географічно серединне, нейтральне положення, перестав бути релігійним центром Русі. Галицькі князі стали домагатися створення своєї окремої метрополії, і в 1305 році була створена Галицька митрополія, самостійна від Київської. Однак майже відразу стихійно її стали називати Малою Руссю, тому що складалася вона з 6 галицько-волинських єпархій. Решта 12 єпархій, включаючи Київську та Чернігівську, залишалися в підпорядкуванні у Київського митрополита, який мав резиденцію у Володимирі, а з 1325 року — в Москві. Такий поділ церковних єпархій тривав протягом усього XIV століття. З плином часу термін «Мала Русь» отримує політичний сенс і закріплюється за територією Галицького князівства. Галицький князь Юрій II в грамоті 1335 року називає себе «князь всієї Малої Русі» (лат. Nos Georgius dei gracia natus dux totius Russiae Minoris).

## Велика Росія на картах
На карті світу італійця А. Біанки (Andrea Bianco) 1436 р. над територією північно-східної Русі є напис лат. «Imperio Rosie Magna» (Імперія Велика Росія).  «Велика Росія» міститься на картах: 1650 р. Клааса Янсзона Вісшера  “MOSCOVIAE seu RUSSIAE MAGNAE Generalis Tabula...” (Загальна карта Московiї або Великої Руссії...); 1677 р. П’єра Дюваля «Moscovie dite autrement Grande et Blanche Russie» (Московія або Велика й Біла Руссія) і т. д.

## Ілюстрації
|  |  |
|  |  |
|  |  |
|  |  |